# Hessay
Hessay – wieś w Anglii, w hrabstwie ceremonialnym North Yorkshire, w dystrykcie (unitary authority) York. Leży 9 km na zachód od miasta York i 284 km na północ od Londynu. Miejscowość liczy 181 mieszkańców.